# Steinsel
Steinsel (Luxemburgs: Steesel) is een gemeente in het Luxemburgse Kanton Luxemburg.
De gemeente heeft een totale oppervlakte van 21,81 km² en telde 4569 inwoners op 1 januari 2007.

## Evolutie van het inwoneraantal
| Jaar                              | 2001 | 2002 | 2003 | 2004 | 2005 |
| --------------------------------- | ---- | ---- | ---- | ---- | ---- |
| Inwoneraantal                     | 4402 | 4443 | 4413 | 4448 | 4508 |
| Opmerking: tellingen op 1 januari |      |      |      |      |      |

Bertrange · Contern · Hesperange · Luxemburg · Niederanven · Sandweiler · Schuttrange · Steinsel · Strassen · Walferdange · Weiler-la-Tour